# Giancarlo Andretta
Giancarlo Andretta (* 1962 in Bassano del Grappa, Italien) ist ein italienischer Dirigent und Komponist.

## Leben
Giancarlo Andretta erhielt seine Ausbildung in Venedig, Castelfranco Veneto und an der Wiener Musikhochschule. Er war einige Jahre an der Wiener Staatsoper tätig, ging 1990 als Assistent von Pinchas Steinberg zum „Radio Sinfonie Orchester“ (RSO) in Wien und  erhielt eine Klavierprofessur an der Wiener Musikhochschule. Von 1994 bis 1997 verpflichtete ihn das „Opernhaus Graz“ als „Konsulent“ des Intendanten und als ständigen Gastdirigenten. Von 2003 bis 2010 war er Chefdirigent des Aarhus Symfoniorkester in Aarhus (Dänemark).